# Yoshiaki Kawajiri
Yoshiaki Kawajiri (jap. 川尻 善昭, Kawajiri Yoshiaki; * 18. November 1950 in Yokohama, Japan) ist ein japanischer Anime-Regisseur. 

## Leben
Nachdem er 1968 die Oberschule abgeschlossen hatte, begann er als Animator für Mushi Production zu arbeiten. Dort war er unter anderem an den Fernsehserien Dororo (1969) und  Ashita no Joe (1970–1971) beteiligt. 1972 gründete Kawajiri zusammen mit einigen anderen ehemaligen Mushi-Production-Mitarbeitern, Masao Maruyama, Osamu Dezaki und Rintaro, das Anime-Studio Madhouse. 1984 gab er sein Regiedebüt (zusammen mit Kazuyuki Hirokawa) mit dem Kinofilm Lensman (jap. SF新世紀レンズマン, SF Shinseiki Renzuman). Kawajiris Film Wicked City (jap. 妖獣都市, Yōjū toshi) von 1987 ist seine erste von mehreren Adaptionen von Hideyuki Kikuchis Romanen. 1987 beteiligte Kawajiri sich mit dem Kurzfilm „Der fahrende Mann“ (jap. 走る男, Hashiru otoko) an dem Anthologiefilm Neo Tokyo (jap. 迷宮物語, Meikyū monogatari).
Weitere bedeutende Anime Kawajiris sind die Original Video Animations Hell City Shinjuku (jap. 魔界都市〈新宿〉, Makaitoshi Shinjuku) von 1988 und Goku Midnight Eye (jap. ゴクウ, Gokū) von 1989 sowie dessen Fortsetzung Goku Midnight Eye 2 aus dem Jahr 2000, die OVA-Reihe Cyber City Oedo 808 (1990–1991), das erste Segment des Anthologiefilms The Cockpit von 1994, die Kinofilme Ninja Scroll (jap. 獣兵衛忍風帖, Jūbei ninpūchō) von 1993 und Vampire Hunter D: Bloodlust von 2000, die Fernsehserie X (jap. エックス, Ekkusu) von 2001 sowie die Segmente „Program“ (Regie und Drehbuch) und „World Record“ (nur Drehbuch) des Anthologiefilms Animatrix von 2003. Für einige dieser Anime wie Ninja Scroll und Vampire Hunter D: Bloodlust hat Kawajiri auch das Drehbuch geschrieben. Er war auch einer der drei Drehbuchschreiber des ebenfalls auf einem Roman Hideyuki Kikuchis basierenden Kinofilms A Wind Named Amnesia (jap. 風の名はアムネジア, Kaze no na wa amunejia) von 1990, bei dem Kazuo Yamazaki Regie führte.
Kawajiris Stil ist gekennzeichnet durch eine düstere Atmosphäre und eine Orientierung an ein erwachsenes Publikum.
In den letzten Jahren beschränkten sich Kawajiris Beteiligungen an Anime-Produktionen auf Storyboarding anstatt Regie, so zum Beispiel für einzelne Episoden von Btoom! (2012), Chihayafuru (2013), One Punch Man (2015) und Overlord (2015).